# 江藤晴康
江藤晴康（江藤 正，1922年5月9日—）為日本的棒球選手，出生於福岡縣。他曾效力於日本職棒福岡軟體銀行鷹等，守備位置為投手，於1955年退役，生涯通算50勝記録。